# Poa pauciflora
Poa pauciflora är en gräsart som beskrevs av Johann Jakob Roemer och Schult.. Poa pauciflora ingår i släktet gröen, och familjen gräs. Inga underarter finns listade i Catalogue of Life.